# Sardón de Duero
Sardón de Duero és un municipi de la província de Valladolid a la comunitat autònoma espanyola de Castella i Lleó.

## Demografia
| 1991 | 1996 | 2001 | 2004 |
| ---- | ---- | ---- | ---- |
| 665  | 647  | 637  | 668  |

## Agermanaments
- Las Leschas